# Loris Campana
Loris Campana, född 3 augusti 1926 i Marcaria, död 3 september 2015 i Mantua, var en italiensk tävlingscyklist.
Campana blev olympisk guldmedaljör i lagförföljelse vid sommarspelen 1952 i Helsingfors.